# Wilson (Louisiana)
Wilson è un comune degli Stati Uniti d'America, situato nello Stato della Louisiana, in particolare nella parrocchia di East Feliciana.